# Canciones de las Luminosas Trincheras de Combate
Las Canciones de las Luminosas Trincheras de Combate es un álbum de música que contiene himnos comunistas y cánticos escritos por miembros del grupo terrorista Sendero Luminoso que fue publicado en 1999. Fue producido y grabado en el Penal Miguel Castro Castro y el Establecimiento Penitenciario Lurigancho de manera casera y clandestina, entre los años de 1990 y 1992 por parte de los detenidos y seguidores de esta organización armada.
Fue producido y distribuido en el año de 1999 por el Movimiento Popular Perú, relacionado con el Sendero Luminoso, de manera propagandista según los insurgentes «Con la publicación de este Disco Compacto esperamos ampliar y fortalecer el entendimiento y apoyo a la guerra popular en el Perú y los presos políticos y prisioneros de guerra» y también para distribuirlo entre grupos maoístas fuera del Perú principalmente por el internet.
El título del álbum hace alusión a los pabellones penitenciarios, denominados «Luminosas Trincheras de Combate» por los presos acusados de pertenecer a Sendero Luminoso.

## Canciones
| N.º   | Título                          | Duración |  |
| 1.    | «La Internacional»              | 2:49     |  |
| 2.    | «Al presidente Gonzalo»         | 2:07     |  |
| 3.    | «Himno a la Camarada Norah»     | 3:42     |  |
| 4.    | «Salvo el poder»                | 2:30     |  |
| 5.    | «El partido»                    | 2:38     |  |
| 6.    | «El guerrillero»                | 2:37     |  |
| 7.    | «Los rojos guerreros»           | 2:43     |  |
| 8.    | «Canto de batalla»              | 2:52     |  |
| 9.    | «Soldados rojos»                | 1:47     |  |
| 10.   | «Canto al nuevo poder»          | 2:04     |  |
| 11.   | «Por el gran camino»            | 1:55     |  |
| 12.   | «Brilla, brilla el Nuevo Poder» | 3:01     |  |
| 13.   | «Bandera roja»                  | 2:25     |  |
| 14.   | «Canto de mar armado»           | 4:17     |  |
| 15.   | «Marcha triunfal»               | 3:11     |  |
| 16.   | «A las masas»                   | 2:19     |  |
| 17.   | «Labor de titanes»              | 2:23     |  |
| 18.   | «Torrente rojo»                 | 2:40     |  |
| 19.   | «Sembrando el fuego»            | 2:32     |  |
| 20.   | «Rumbo al comunismo»            | 2:00     |  |
| 21.   | «Científica luz»                | 3:04     |  |
| 22.   | «Gloria a los héroes»           | 2:00     |  |
| 23.   | «Por el este nace el sol»       | 0:58     |  |
| 57:44 |                                 |          |  |